# Protoholozoa cantarella
Protoholozoa cantarella är en sjöpungsart som beskrevs av Kott 1992. Protoholozoa cantarella ingår i släktet Protoholozoa och familjen Holozoidae.
Artens utbredningsområde är Södra Ishavet. Inga underarter finns listade i Catalogue of Life.